# Сасикколь (село)
Сасикко́ль (каз. Сасықкөл) — село у складі Сиримського району Західноказахстанської області Казахстану. Входить до складу Алгабаського сільського округу.
Населення — 73 особи (2021; 329 у 2009, 508 у 1999, 539 у 1989).